# 1817 en droit
Cet article présente les faits marquants de l'année 1817 en droit.

## Événements
- 4 mars : l’habeas corpus est suspendu au Royaume-Uni[1] (fin en 1820).
- 25 août : affranchissement des serfs de Courlande[2].
- 23 septembre : compromis entre le Royaume-Uni et le roi d’Espagne au sujet du traite des noirs dans les colonies espagnoles : les Britanniques obtiennent l’extinction du trafic au nord de l’Équateur. Il est maintenu au sud jusqu'au du 30 mai 1820[3].